# Centro Botânico de Des Moines
O Centro Botânico de Des Moines (5,7 hectares) é um jardim botânico na região central de Iowa, localizado na 909 Robert D. Ray Drive, Des Moines, Iowa, EUA, na margem leste do Rio Des Moines.
O interesse no Centro Botânico de Des Moines começou em 1929. A estufa foi adquirida da cidade no lado oeste do rio, em 1939, que serviu a cidade como uma estufa de produção e exibição até o Centro Botânico atual for concluído em 1979. O Centro Botânico é gerido e operado atualmente pela Des Moines Water Works.
O Centro Botânico de hoje inclui plantas tropicais e sub-tropicais, cactos, suculentas, orquídeas de alta pluviosidade e de regiões áridas, todos coletadas dentro de um domo geodésico. Grandes kois, bagres brancos, tartarugas e pássaros também estão alojados dentro do domo. Jardins ao ar livre incluem jardins de água e cascata, com muitas camas de plantas nativas, ervas, rosas em miniatura, e coníferas anãs.